# Stanisław Dmowski (cichociemny)
Stanisław Dmowski vel Feliks Lipiński, pseud.: Podlasiak, Kruszynka (ur. 20 listopada 1909 w Zimnejwodzie (wtedy powiat węgrowski), zm. 6 marca 2002) – dyplomowany oficer Wojska Polskiego, kapitan piechoty służby stałej, cichociemny.

## Życiorys
Uczył się w szkole kadetów w Różanie i Szkole Podchorążych Piechoty w Ostrowi Mazowieckiej (1931–1934), po której ukończeniu został przydzielony do 10 pułku piechoty.
We wrześniu 1939 roku był dowódcą kompanii ckm przeciwlotniczych 26 Dywizji Piechoty, walczył m.in. pod miejscowościami Czerlin, Gołańcz, Żnin, Barcin, w bitwie nad Bzurą, Kompina, Gągolin Północny, Skierniewice, Osiek, Wyszogród. Został ranny w nogę w Niwiskach pod Siedlcami. Niemcy zabrali go rannego z pola walki do szpitala w Kopciach albo w Błoniu. Okazało się, że niemiecki lekarz był jego znajomym ze szkoły oficerskiej. Po kilku dniach ostrzegł Dmowskiego i kazał uciekać. Około godziny 23:00 pod pretekstem zmiany opatrunku dał mu płaszcz oficera niemieckiego. Poszli w stronę wartowników, rozmawiając po niemiecku. Po dojściu do posterunku Dmowski został o krok w tyle, a Niemiec podał hasło wartownikowi, który ich przepuścił. W pewnej odległości Dmowski oddał płaszcz i udał się do domu, który opuścił następnego dnia. 12 listopada albo w nocy z 14 na 15 listopada 1939 roku przekroczył granicę polsko-węgierską.
W listopadzie 1939 roku dotarł do Francji, gdzie służył jako dowódca 8 kompanii w 5 pułku strzelców pieszych 2 Dywizji Strzelców Pieszych. Został internowany w Szwajcarii, skąd zbiegł 23 lipca 1940 roku. Od października 1940 roku przebywał w Wielkiej Brytanii, gdzie pracował w obsadzie Szkoły Podchorążych Piechoty.
Odbył przeszkolenie ze specjalnością w dywersji, III kurs w Wyższej Szkole Wojennej, oraz praktykę w Oddziale III Sztabu Naczelnego Wodza. Został zaprzysiężony 19 stycznia 1944 roku i następnie przeniesiono go do Oddziału VI Sztabu Naczelnego Wodza i do Głównej Bazy Przerzutowej w Brindisi we Włoszech.
Został zrzucony w Polsce na placówkę „Wilga”, usytuowaną w obszarze Beskidu Sądeckiego i Gorców koło wsi Szczawa w nocy z 26 na 27 grudnia 1944 roku w ramach operacji lotniczej „Staszek 2”. Po skoku został tymczasowo przydzielony do dyspozycji Oddziału III Operacyjnego AK. W oczekiwaniu na ostateczny przydział pozostawał w I batalionie 1 pułku strzelców podhalańskich AK.
Po rozwiązaniu AK pozostał w konspiracji, od 15 lutego 1945 roku w dyspozycji ppłk. Zygmunta Janke ps. Walter, dowódcy Okręgu Śląsk. Od 25 lutego 1945 roku był szefem wywiadu wojskowego w okręgu, organizował konspiracyjne komórki dowodzenia w LWP.
Za zgodą komendanta okręgu 15 września 1946 roku ujawnił się przed komisją likwidacyjną w Warszawie, 19 września zarejestrował się w Rejonowej Komendzie Uzupełnień w Mińsku Mazowieckim. Zweryfikowany w stopniu kapitana, skierowany przez wydział personalny MON od 22 września 1945 roku na kurs pancerny w Modlinie. Po jego ukończeniu 4 stycznia 1946 roku został przydzielony od 6 stycznia 1946 roku jako szef sztabu 4 Brygady Pancernej w Tarnowie. W związku z szykanami, od 28 marca 1946 roku został zdemobilizowany.
Od marca 1946 roku pracował jako elektromonter w Państwowej Fabryce Samochodów w Gliwicach. 27 maja 1946 roku został aresztowany przez UB w Warszawie, pod zarzutem współpracy z wywiadem brytyjskim, 23 czerwca tego roku został zwolniony. Z obawy przed kolejnym aresztowaniem 15 lipca 1946 roku przekroczył granicę z Czechosłowacją, następnie granicę czechosłowacko–niemiecką. Po zgłoszeniu na posterunek policji amerykańskiej został aresztowany, osadzony w Tirschenreuth, był nakłaniany do współpracy z wywiadem amerykańskim. Po kontakcie z polskim oficerem łącznikowym został zwolniony.
1 sierpnia 1946 roku zgłosił się do sztabu 1 Dywizji Pancernej, 25 sierpnia zameldował się w Komisji Likwidacyjnej Oddziału Specjalnego Sztabu Naczelnego Wodza w Londynie.
Osiedlił się na emigracji w Wielkiej Brytanii, gdzie po dwuletniej pracy w Polskim Korpusie Przysposobienia i Rozmieszczenia przez wiele lat pracował jako rysownik elektryczny w Elliott Automation.

## Awanse
- podporucznik – 15 sierpnia 1934 roku
- porucznik – 19 marca 1937 roku
- kapitan – 1 marca 1944 roku[1]

## Odznaczenia
- Krzyż Walecznych – czterokrotnie.

## Życie rodzinne
Był synem Macieja i Bronisławy z domu Skarzyńskiej. Ożenił się z Haliną Relich, mieli troje dzieci.